# Frente Popular para a Recuperação
Frente Popular para a Recuperação (em francês:  Front Populaire pour le Redressement; FPR) é um movimento rebelde do Chade liderado pelo general Abdel Kader Baba-Laddé. O movimento foi particularmente ativo na República Centro-Africana entre 2008 e setembro de 2012, desestabilizando o norte do país.
Em 2012, a Frente Popular para a Recuperação assinou um acordo de paz com os governos do Chade e da República Centro-Africana.
Entretanto, o grupo havia firmado cessar-fogo em várias ocasiões,  apenas para voltar a combater logo depois,  em um ciclo que é típico dos conflitos na região.
Em novembro de 2013, a Frente Popular para a Recuperação ainda não era legalmente reconhecida como partido político.

## Citações
1. 1 2 3  IRIN 2012.
2. ↑  Centrafrique-Presse.com. «Retour de Baba Laddé : Communiqué conjoint Tchad-RCA». centrafrique-presse (em francês)
3. ↑  AFP 2011-06-14.
4. ↑  AFP 2012-02-14.
5. ↑  Debos 2008.
6. ↑  «Tchad: Ndjamena accuse Baba Laddé de vouloir reprendre la lutte armée - RFI». RFI Afrique (em francês)